# Uppståndelseporten

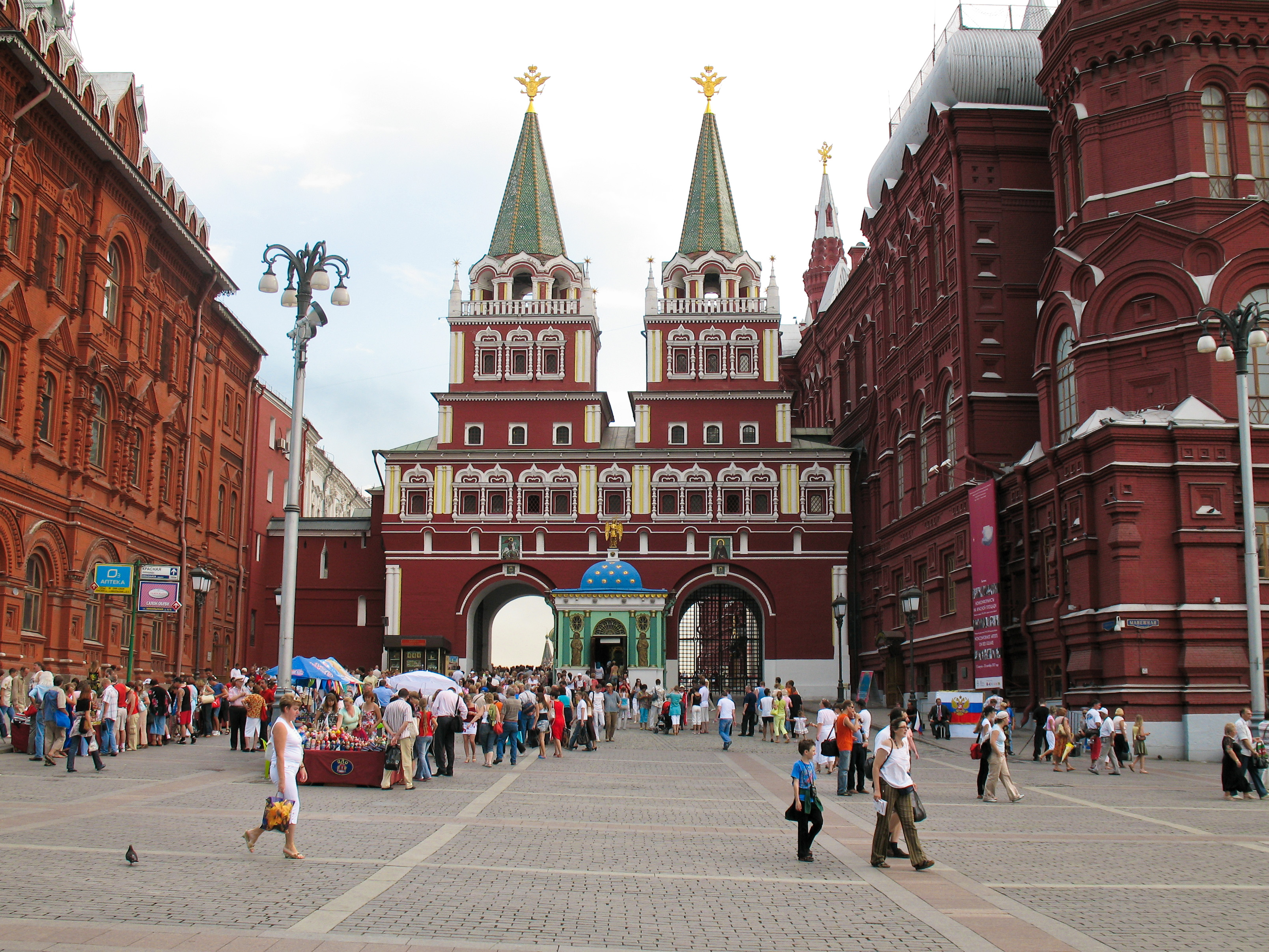
Uppståndelseporten med det lilla kapellet med himmelsblått tak mellan portens båda valv.

Uppståndelseporten (ryska: Воскресенские ворота, Voskresenskije vorota), även kallad Iberiska porten, binder samman norra hörnet av Röda torget med Manegetorget i Moskva. 
Porten är en byggnad, sammanbyggd med Historiska museet, med två stora valv. Uppståndelseporten är den enda kvarvarande porten av ursprungliga sex stycken i den mur som omgav det historiska handelsdistriktet Kitaj-gorod (Kinastaden).

## Ivironkapellet
Sedan 1669 har det i kapellet mellan portens båda valv, på sidan som vetter bort från Röda torget, funnits en kopia av en mirakelgörande ikon av jungfru Maria. Originalet finns i Ivironklostret i Grekland, och det är härifrån namnet Iberiska porten kommer. 1781 byggdes kapellet om till en tegelbyggnad och fick då sin himmelsblå stjärnbeströdda kupol.
1931 revs både porten och kapellet för att ge plats åt tunga militärfordon som skulle paradera på Röda torget. Byggnaderna återuppbyggdes 1994-1996.